# Hezbollah
Hezbollah (arab. ‏حزب ﷲ‎, Ḥizb Allāh, „partia Boga”) – libańska partia polityczna radykalnych szyitów, utworzona w 1982. Od początku była wspierana i finansowana przez Iran, Syrię, a także przez dotacje jej zwolenników. Organizacja sama siebie określa jako „antyimperialistyczna”.
Hezbollah jest uważany za organizację terrorystyczną przez Stany Zjednoczone, Izrael, Kanadę, Argentynę, Wielką Brytanię, Holandię, Australię oraz Radę Współpracy Zatoki Perskiej. Liga Państw Arabskich podzielała ten pogląd od 2016, ale zmieniła stanowisko w 2024. Stany Zjednoczone zaczęły określać Hezbollah jako organizację terrorystyczną po jego atakach na amerykańskie bazy wojskowe i ambasadę amerykańską w Libanie w czasie wojny libańskiej w latach osiemdziesiątych. Natomiast Unia Europejska wpisała na listę organizacji terrorystycznych zbrojne skrzydło Hezbollahu (w reakcji m.in. na zamach w Burgasie z 2012 roku), utrzymując zarazem dialog ze współtworzonym przez Hezbollah libańskim rządem.
Nazwa Organizacji Hezbollah pochodzi od słów „Partia Boga” i są to słowa z Koranu (58.22):

On wprowadzi ich do Ogrodów, gdzie w dole płyną strumyki; oni będą tam przebywać na wieki. Bóg znalazł w nich upodobanie i oni mają upodobanie w Nim. Oni stanowią partię Boga. O, tak! Zaprawdę, partię Boga – oni są szczęśliwi!

## Początki Hezbollahu
Hezbollah powstał w 1982 roku, podczas libańskiej wojny domowej, kiedy to władze irańskie wysłały do okupowanego przez wojska izraelskie Libanu 1200-osobowy kontyngent instruktorów z elitarnych oddziałów Korpusu Strażników Rewolucji Islamskiej. Mieli oni za zadanie tworzenie antyizraelskiego ruchu oporu w południowym Libanie. Rozpoczął też indoktrynację, wspieranie finansowe, szkolenie i uzbrajanie miejscowej ludności.
Wkrótce organizacja zaczęła skupiać wokół siebie miejscowych ochotników, pomniejsze partie szyickie oraz niektórych członków milicji Amal. W libańskiej wojnie domowej Hezbollah walczył z Siłami Obronnymi Izraela i podlegającą im Armią Południowego Libanu. Początkowo współpracował z Amal i Syrią, ale w lutym 1987 r. doszło do starć z Syryjczykami, a w maju 1988 r. wybuchła otwarta wojna między Hezbollah i Amal.

## Kierownictwo i struktura organizacji
Duchowym ojcem Hezbollahu był zmarły 4 lipca 2010 szejk Mohammed Hussein Fadlallah, zaś jego wieloletnim przywódcą Hasan Nasr Allah (zabity 27 września 2024).
Organizacja kierowana jest przez szurę, czyli radę, w skład której wchodzi dwunastu duchownych, wraz z wyspecjalizowanymi komitetami zajmującymi się sprawami ideologicznymi, politycznymi, propagandowymi, wojskowymi i sądowymi. W głównych rejonach działania Hezbollahu (dolina Bekaa, południowy Bejrut i południowy Liban) istnieją mniejsze rady i komitety podlegające radzie głównej, która przekazuje im ogólne dyrektywy do swych pomniejszych organów, zaś te formułują konkretne decyzje i dopilnowują wykonania ich w terenie.

### Państwo w państwie
Na terenie Libanu Hezbollah zbudował swego rodzaju „państwo w państwie”, które znajduje się de facto poza kontrolą władz Libanu. Hezbollah zajmuje się ekstensywnym programem rozwoju socjalnego. Prowadzi przynajmniej cztery szpitale, 12 klinik, 12 szkół i dwa centra agro-gospodarcze. Pomoc medyczna organizowana przez Hezbollah jest tańsza niż w większości szpitali prywatnych w Libanie. Ta charytatywna działalność Hezbollahu istnieje jednak wyłącznie dzięki hojnemu wsparciu zagranicznemu – partia nie musi, tak jak legalny rząd Libanu, bilansować wydatków i martwić się o braki funduszy w swoim budżecie.

## Ideologia

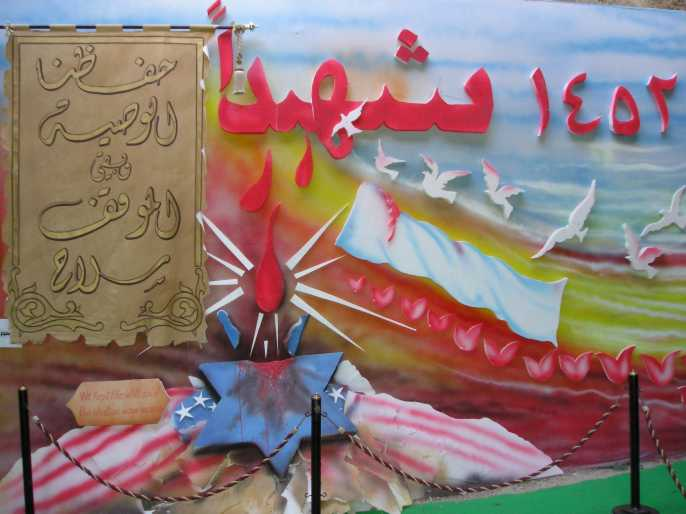
Propaganda Hezbollahu: Wielki Szatan (USA) i Mały Szatan (Izrael)

Ideologia Hezbollahu jest silnie antyizraelska i antyzachodnia. Po pojawieniu się na scenie politycznej w 1985 roku, partia przedstawiła swój manifest. Zakładał on:
- ustanowienie w Libanie republiki islamskiej na wzór Iranu;
- doprowadzenie do wycofania się z terytorium Libanu sił ONZ, głównie amerykańskich i francuskich;
- zwalczanie wszelkich wpływów świata zachodniego;
- doprowadzenie do wycofania się wojsk izraelskich, następnie zniszczenie państwa Izrael (którego Hezbollah postrzega jako tzw. „małego szatana”) i ustanowienie rządów islamskich nad Palestyną, a zwłaszcza nad Jerozolimą.

## Działalność polityczna
Hezbollah jest najbardziej wpływową partią szyicką w Libanie. Cieszy się poparciem przede wszystkim ubogiej ludności wiejskiej i miejskiej. Jednak ze względu na skomplikowaną ordynację wyborczą, dyskryminującą szyitów, partia ta zdobywa jedynie kilkanaście mandatów w 128-osobowym libańskim parlamencie. Hezbollah wraz z Ruchem Amal utworzył prosyryjski Blok Rozwoju i Oporu, który wszedł razem z chrześcijańskim Blokiem Zmian i Reform w skład tzw. Sojuszu 8 Marca. Przewodniczącym klubu parlamentarnego jest Mohammad Raad.

## Działalność terrorystyczna

### Zamachy

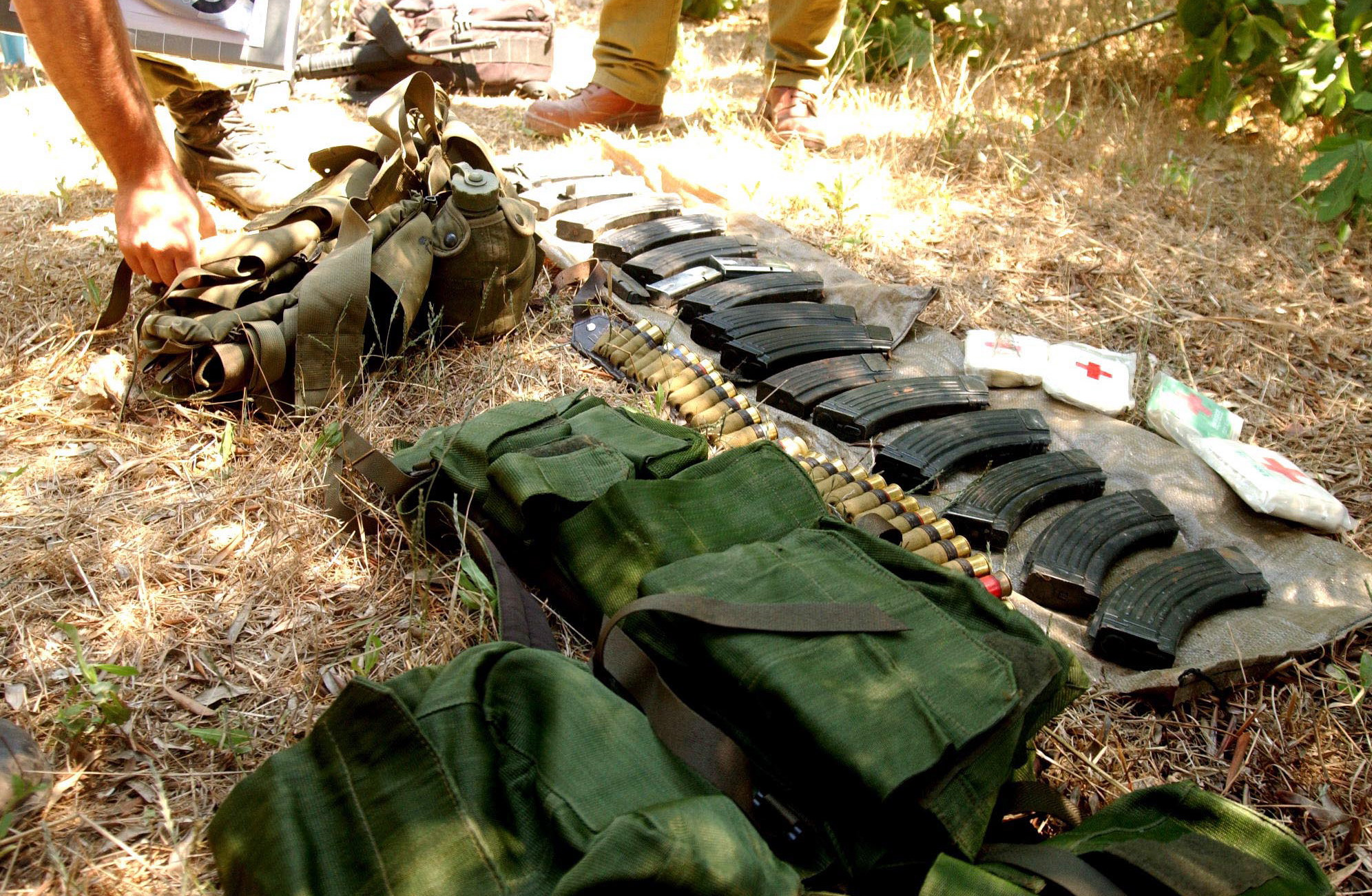
Uzbrojenie Hezbollahu znalezione w południowym Libanie przez Siły Obronne Izraela

Hezbollah postrzega terroryzm jako metodę walki słabych i uciśnionych przeciwko silniejszym agresorom. Tego typu działalność prowadził głównie podczas wojny domowej. Wtedy celem ataku nie były tylko siły izraelskie, ale również wojska i placówka ONZ. W kwietniu 1983 roku dokonano zamachu terrorystycznego na ambasadę USA w Bejrucie, w którym zginęło 49 osób. Hezbollah obwinia się także o atak na koszary Korpusu Amerykańskiej Piechoty Morskiej. Zginęło wówczas 240 żołnierzy marines. W tym samym czasie przeprowadzono ataki na francuskich spadochroniarzy w Bejrucie (60 zabitych) oraz dowództwo armii izraelskiej w Tyrze (50 zabitych).
Niektórzy przypisują Hezbollahowi udział w zamachu na ambasadę Izraela w Buenos Aires w roku 1992, mimo że nie ma na to niezbitych dowodów.

### Porwania
Od 1984 roku Hezbollah rozpoczął dokonywać na szeroka skalę porwań. Porywanymi okazywali się obywatele amerykańscy, francuscy, brytyjscy i niemieccy. Część z nich została później zwolniona, jednakże niektórzy z nich (np. amerykański pułkownik Higgins) zostali zamordowani.

## Walka zbrojna
Hezbollah dysponuje własnymi oddziałami zbrojnymi zwanymi Al-Muqawama al-Islamiyya (pol. Opór Islamski). W skład struktury militarnej wchodzi osiem pionów wojskowych wraz z własną służbą zdrowia i obsługą baterii katiuszy.
Po wyciągnięciu wniosków z wcześniejszej klęski Palestyńczyków, których taktyka opierała głównie na prowadzeniu wojny pozycyjnej, Hezbollah obrał walkę partyzancką. Jego oddziały są w ciągłym ruchu i przeprowadzają ataki nocą. Bojownicy są wyposażeni w najnowocześniejszy sprzęt (m.in. w noktowizory). Dużą rolę odgrywają siły rakietowe i artyleria. W latach 90. rozpoczęto silne ostrzeliwanie stref bezpieczeństwa oraz północnego Izraela.
Walka Hezbollahu z Izraelem miała na celu spowodowanie wycofania się wojsk izraelskich z Libanu (co nastąpiło do 2000 roku). Od tego roku ramię militarne Hezbollahu pozostało w południowym Libanie deklarując cel ochrony kraju, uwolnienie libańskich więźniów w Izraelu i odzyskanie terytorium farmy Shebaa, które obecnie jest okupowane przez Izrael (według ONZ obszar ten nigdy nie należał do Libanu, gdyż jest częścią Syrii). Liderzy Hezbollahu deklarują także solidarność z palestyńskim ruchem oporu i wspierają destrukcję państwa izraelskiego.
12 lipca 2006 roku w odpowiedzi na izraelską operację w Strefie Gazy nazywaną „Letni deszcz”) Hezbollah uprowadził (z terytorium Izraela) dwóch izraelskich żołnierzy. Incydent ten sprowokował wojska izraelskie do ataku na cele w Libanie (faktyczne i domniemane siedziby Hezbollahu, elementy infrastruktury komunikacyjnej Libanu, takie jak mosty, lotniska, drogi), co doprowadziło do intensywnego konfliktu.
Jesienią 2012 Hezbollah zaangażował się w konflikt w Syrii po stronie sił rządowych, przeciw tamtejszym powstańcom i radykalnym islamistom sunnickim. Bojówki zbrojnego ramienia Hezbollahu specjalizowały się w walkach miejskich oraz zabójstwach. Na terenie Syrii na początku interwencji operowało 2000 szyickich bojowników. W 2013 liczba bojowników wzrosła do 10 tysięcy. W zamian za wsparcie rząd w Syrii uzbroił Hezbollah w rakiety dalekiego zasięgu Scud-B oraz ciężką broń. Oficjalnie bojówki libańskie przyznały się do interwencji w Syrii podczas zwycięskiej bitwy o Al-Kusajr, która była największym sukcesem szyickich bojówkarzy. Na froncie walczyło ok. 3–5 tys. bojowników szyickich, z czego do maja 2013 poległo ponad stu. Oprócz pogranicza syryjsko-libańskiego bojownicy Hezbollahu walczyli również w Himsie, pod Damaszkiem i w Aleppo. Interwencja Hezbollahu w Syrii zmieniła charakter wojny domowej ze społeczno-politycznej na wyznaniową między szyitami i alawitami a sunnitami. Konflikt ten narasta także w samym Libanie, gdzie sytuacja jest coraz bardziej napięta i dochodzi do wybuchów przemocy, które mogą zmusić Hezbollah do wycofania się z Syrii i obrony swoich libańskich pozycji przed sunnitami.